# Нова музика в Україні

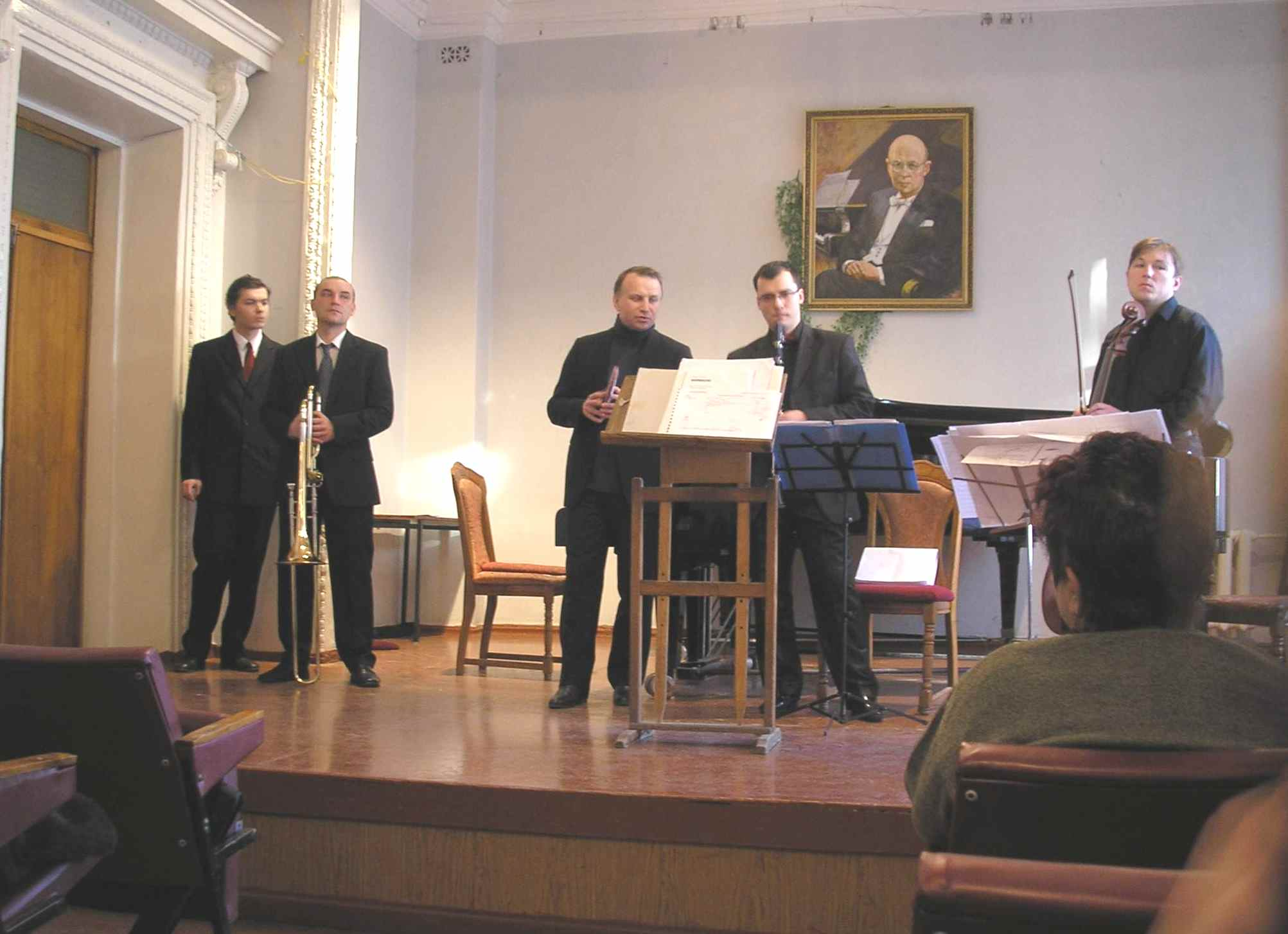
Ансамбль «Нова музика в України» у залі Донецької консерваторії

«Нова музика в Україні» — назва музичного колективу, а також концертної серії, започаткованої українським композитором і диригентом Володимиром Рунчаком у 1998 році. Основною метою проекту є ознайомлення слухачів з сучасною українською та зарубіжною музикою. Як відмічається в «Українській газеті» «В. Рунчак розвіяв два міфи. Перший — що ніхто не хоче виконувати сучасну музику, другий — що ніхто не хоче її слухати.»
Концерти «Нової музики в Україні» проходять за сприяння Національної всеукраїнської музичної спілки, Гете-інституту, посольств Швеції, Швейцарії, Австрії, Франції, Великої Британії, Угорщини, Німеччини, Польщі. Ансамбль виступав на міжнародних фестивалях «КиївМузикФест», «Два дні й дві ночі нової музики», гастролював в Одесі, Луцьку, Харкові, Кривому Розі, Донецьку, Запоріжжі, Дніпропетровську.
Упродовж своєї діяльності, ансамбль виконав близько 300 прем'єр, серед яких твори сучасних українських композиторів — З. Алмаші, С.Зажитька, І. Небесного, С. Пілютикова, В. Польової, В. Рунчака, В. Сильвестрова, Є. Станковича, К. Цепколенко, О. Щетинського та ін. 

обкладинка 10-го диску з серії «Нова музики України»

У 2006 році компанією ATLANTIC— RECORDS випущено збірку із 10 компакт-дисків із записами концертів «Нової музики України». Окрім творів українських композиторів, на цих дисках представлені також твори В.Лютославського, К.Сєроцького, М.Кагеля та інших композиторів, більшість з них звучали в Україні у виконанні ансамблю вперше.
Ансамбль нова музика має гнучкий склад виконавців. Зокрема у складі ансамблю виступали Андрій Дьомін (кларнет), Золтан Алмаші (віолончель), Олександр Кушнірчук (тромбон), Андрій Бондаренко (фортепіано), Богдана Півненко (скрипка), Вячеслав Басов (флейта).